# Demonios de la región de Baja Módena
“Demonios de la región de Baja Módena” o "pedófilos de la región de Baja Módena" es una expresión periodística que se refiere a una supuesta secta que se habría organizado entre 1997 y 1998 en las ciudades de Mirandola y Massa Finalese, en el Bajo Módena (Italia) el Abuso ritual satánico en el que niños han sido atacados y asesinados.

## Historia
En 1998, 6 adultos fueron arrestados en Emilia-Romagna por acusaciones de prostitución de sus hijos y la producción de pornografía infantil. Luego, los niños declararon haber participado en rituales satanistas. En 2002, 4 personas fueron arrestadas por "satanismo y pedofilia" en Pescara. La policía estimó que el grupo pudo haber abusado de docenas de niños en rituales que involucraban cuerpos robados de ceremonias. En 2006, cinco miembros del culto Bestias de Satanás fueron encarcelados por tres asesinatos rituales. Entre las víctimas estaban la novia del líder del culto, un joven fugitivo que se había unido al grupo y una mujer aparentemente destinada a ser un sacrificio humano (asesinato ritual). La policía asumió que el culto probablemente mató a los dos miembros por tratar de salvar la vida de la mujer que iban a sacrificar. Las víctimas fueron tiroteadas, apuñaladas y enterradas vivas. En abril de 2007, seis personas fueron arrestadas por agredir sexualmente a quince niños en Rignano Flaminio. Los sospechosos han sido acusados de filmar a niños involucrados en actos sexuales con una connotación "satánica".

## Posteridad
En 2019, se realizó un paralelismo con el caso Bibbiano (también en Emilia-Romagna).